# وولف-لوندمارك-ميلوت
وولف-لوندمارك-ميلوت Wolf–Lundmark–Melotte (WLM) أو (PGC 143) هي مجرة غير منتظمة تقع في إتجاة كوكبة قيطس على بعد يقارب 3.1 مليون سنة ضوئية من الأرض في الحافة الخارجية للمجموعة المحلية .تم اكتشاف هذه المجرة الصغيرة لأول مرة في عام 1909 من قبل الفلكي الألماني ماكس فولف.وتم تعريفها كمجرة في عام 1926 من قبل كنوت لوندمارك وفيلبرت جاك ميلوت.
مجرة وولف-لوندمارك-ميلوت المعروفة أيضا باسم DDO 221 وLEDA 143، تمتد لحوالي 8000 سنة ضوئية في أقصى حد، وهذا القياس يتضمن هالة من النجوم القديمة للغاية اكتشفت في عام 1996. في الواقع، مجرة وولف-لوندمارك-ميلوت صغيرة جدا ومنعزلة وقد لا تتفاعل مع أي مجرة من مجرات المجموعة المحلية الأخرى - أو ربما حتى مع أي مجرة أخرى في الكون.

## عنقود مغلق
تحتوي مجرة وولف-لوندمارك-ميلوت الصغيرة على هالة ممتدة من النجوم الحمراء الخافتة جدا، والتي تمتد إلى ظلام الفضاء المحيط. ولديها عنقود مغلق واحد (PGC 910901) يقع عند 00سا 01د 29.5ث −15° 27′ 51″ حدد هودج وآخرون. (1999) قدرة المطلق عند -8.8 و معدنيتة عند -1.5، مع عمر ~ 15 مليار سنة.لهذا العنقود سطوع أعلى قليلا من متوسط جميع العناقيد المغلقة . والنقص الظاهر في العناقيد المغلقة المنخفضة الكتلة لا يمكن أن يفسرة ضعف قوى المد والجزر لنظام ولف لوندمارك-ميلوت.

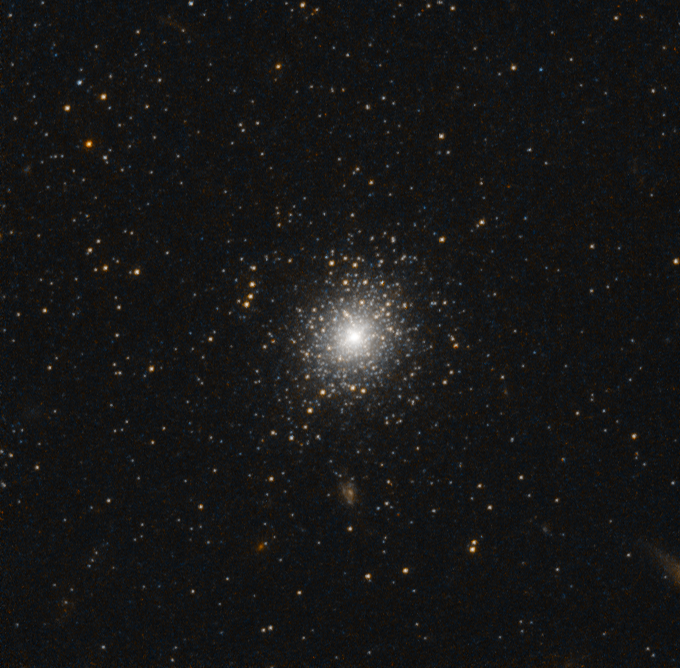
عنقود مجرة وولف-لوندمارك-ميلوت المغلق صورة من مرصد هابل.

## وصلة خارجية
- وولف-لوندمارك-ميلوت على موقع ويكي سكاي: DSS2, SDSS, GALEX, IRAS, Hydrogen α, X-Ray, Astrophoto, Sky Map, Articles and images